# まじかる☆タルるートくん 燃えろ!友情の魔法大戦
『まじかる☆タルるートくん 燃えろ!友情の魔法大戦』（まじかる タルるートくん もえろ ゆうじょうのまほうたいせん）は、1991年7月20日に東映アニメフェア’91夏にて公開された映画作品。江川達也原作の漫画『まじかる☆タルるートくん』の劇場版第2作。カラー・ビスタビジョン・41分。

## ストーリー
クラスのアイドルである伊代菜をめぐって、本丸と原子が格闘技で対決をすることに。結果は原子がノックダウンし、本丸が勝利する。
その後、二人の間には友情が芽生えるが、本丸がタルるートの魔法を使って勝っていたことを知った原子は裏切られた憎しみによって、自分も魔法を使うべく世界中から魔法に関する本を集めさせ、美しい少女の魔法使いヌシアードを召喚することに成功する。
ヌシアードの魔法によって不思議なマジックショーを披露、人気を得るも、本丸に対しての憎しみは次第に大きくなっていった。
夏休みに入り、本丸たちは建設中のマリンリゾート原子ランドに招待される。本丸は原子の魔法により伊代菜を怒らせてしまい、本丸と原子は再びリングで対決するも、今度は原子がヌシアードの魔法で本丸とタルるートまでをも倒す。それによりタルるートの魔法が何もできない自分に本丸は絶望してしまう。
果たして本丸とタルるートは原子を、クラスメイトを救うことができるか。

## 映画オリジナルキャラクター
ヌシアード
原子が世界中から集めた魔法の本から召喚した魔法使いの少女。天使のような姿を持つ。
原子の遠い親戚という設定でタルたちの前に姿を現し、マジックショーの抽選と称して、伊知川、じゃば夫、是清の願いごと（シンデレラみたいなドレス、ハンバーガー、スーパーマイコンクエストV）を叶えつつ、吹き戻しで洗脳。直後に寧代も洗脳し、原子ランドにおいて、伊代菜も洗脳していく。タルには、ヒヨコの声になる首輪を付けることで呪文を封じる。
その正体は大魔王ゾルムードの配下であり、真の姿は悪魔を思わせるもの。右手の甲に付けているアクセサリーで6つの宝玉を原子に取り付かせ、彼を依り代にゾルムードを復活させることに成功するが、暴走したゾルムードの放った雷で消滅する。
ゾルムード
ヌシアードの手によって復活した悪の大魔王。
子供のようにテンションの高い性格だが、大魔王を名乗るだけあって高い魔力を誇る。
原子を依り代に復活するものの伊代菜たちを生贄に捧げるのには失敗したために暴走。原子ランドを中心に世界を闇に覆い始めていくが、原子の心が完全には消えていなかったことから、タルと本丸に夢由麺で入りこまれ、本丸に一喝された原子が正気に戻ったことで消滅する。

## 登場人物
- タルるート：TARAKO
- 江戸城本丸：高山みなみ
- 河合伊代菜：冬馬由美
- 原子力：堀川亮
- 伊知川累：杉山佳寿子
- 邪馬じゃば夫：塩屋翼
- 両口屋是清：浦和めぐみ
- 座剣邪寧代：堀江美都子
- 大綾真理：鶴ひろみ
- 原子の爺や：北川米彦
- 玉みえ：金丸日向子
- 悪魔軍団：緑川光、小林俊夫
- 潜水艦：太田真一郎
- クルーザー：置鮎龍太郎
- ヌシアード：小山茉美
- ゾルムード：千葉繁

## スタッフ
- 製作：今田智憲、芽野力造
- 原作：江川達也
- 企画：籏野義文、関弘美、週刊少年ジャンプ
- 製作担当：横井三郎
- 脚本：菅良幸
- 音楽：横山菁児
- 撮影監督：福田岳志、菅谷信行
- 編集：片桐公一
- 録音：市川修
- 美術監督：宮前光春
- 作画監督：江口寿志
- 監督：角銅博之
- 作画監督補佐：熊谷哲矢
- 原画：熊谷哲矢、堀内修、安藤正浩、伊藤郁子、渡辺明夫、赤堀重雄、村岡俊一、高橋任治、柳下雅司、古市一郎、堀川留子、今川よしみ、信実節子、江口寿志
- サイコゾラムードアニメーション：伊藤郁子
- 動画：金田浩之、村上哲也、砂田光代、遠藤由美子、大島由紀子、藤井展一、堤章江、佐野陽子、岩元昭、飯田修、天神林淳司、大島孝美、山口幸俊、小林美穂子、木田久美子、吉川真奈美
- 動画チェッカー：戸塚誠、伊藤由理子
- セログラフ：鳥本佐智子
- トレース：大堀陽子
- 彩色：吉沢啓子、橋本政江、堀井安子、瀬口愛子、松下久美子、菅野保子、熊倉みはる
- 色指定：坂本陽子
- 仕上検査：浅井聡子
- 特殊効果：中島正之
- 仕上進行：清水洋一
- 背景：清水睦夫、麦まくの、市谷正夫、市原勝義
- 美術進行：田村晴夫
- 撮影：神山茂男、広川二三男、山川進、石原清、田口久男、武田純一、山上純夫、松平高吉、五十嵐香、松下力也、星寿子、岩崎敦、矢沢昌二、吉野和宏、田中伸仁、嶋田渚、田沢茂、越沢博
- ネガ編集：堀越始子
- 録音助手：佐藤晴央
- 効果：石野貴久
- 記録：小川真美子
- 製作進行主任：高梨洋一
- 助監督：森一敏、岩井隆央
- 現像：東映化学
- 録音スタジオ：タバック

## 受賞歴
- 第9回ゴールデングロス賞優秀銀賞[2]

## 同時上映
- ドラゴンボールZ とびっきりの最強対最強
- ドラゴンクエスト ダイの大冒険